# Laboratoire Physico-Chimie Curie
Le laboratoire Physico Chimie Curie est un laboratoire de l'Institut Curie (Paris) travaillant à l’interface entre la physique, la chimie et la biologie, depuis sa création en 1996. C'est un laboratoire de recherche interdisciplinaire explorant le rôle des lois physiques dans l’architecture et les fonctions des systèmes cellulaires. Depuis près d'une quinzaine d'années, le laboratoire est un des membres du Labex CellTisPhyBio.
Le laboratoire est composé de 12 équipes de recherche qui étudient l’émergence des comportements du vivant à travers les échelles spatiales et temporelles, depuis l'étude de polymères et protéines (moteurs moléculaires, interactions ADN-protéines, propriétés des protéines membranaires) jusqu’à l’étude des fonctions cellulaires (expression génétique, transport intracellulaire, mécanobiologie) et des comportements collectifs dans les tissus et les organismes (embryogenèse, croissance de tumeur, différentiation de cellules souches).
Le Laboratoire Physico-Chimie Curie est l'héritier du Laboratoire Curie, dirigé par Marie Curie, et faisant partie des deux laboratoires d'origine de l'Institut du Radium, avec le Laboratoire Pasteur. Là où le Laboratoire Pasteur, dirigé par le médecin Claudius Regaud, est dédié aux recherches en biologie, le laboratoire Curie se concentre dès l'origine sur les recherches en physique-chimie.

## Équipes
(avril 2022).
- Membranes and cellular functions (Patricia Bassereau)
- Genome functions in Space and Time (Antoine Coulon)
- Light-based observation and control of cellular organization (Mathieu Coppey)
- Macromolecules and microsystems in biology and medicine (Stéphanie Descroix)
- Genetics and mechanics of tumoral and embryonary development (Emmanuel Farge)
- Dynamic control of signaling and gene expression (Pascal Hersen)
- RNA dynamics and biomolecular systems (Hervé Isambert)
- Quantitative developmental biology (Wolfgang Keil)
- Structural analysis of membrane proteins and membrane systems by electron microscopy (Daniel Levy)
- Active mechano-sensitivity of inner ear cells (Pascal Martin)
- Quantitative Immuno-Hematology (Leila Perié)
- Physical approach of biological problems (Pierre Sens)
- Biology inspired physics at mesoscales (Pascal Silberzan & Axel Buguin)